# 朝比奈京子
朝比奈 京子（あさひな きょうこ）は、日本の作詞家。岡山県出身。別ペンネームは朝比奈京仔、山口あゆみ。

## 経歴
子どもタレント、歌手、音楽プロデューサーを経て、猪俣公章に師事。1991年、坂本冬美のアルバム曲「紅葉川」(山口あゆみ名義)で作詞デビュー。

## 主な楽曲
- 青江三奈 清水アキラ「デュオ年上の女」
- 安倍里葎子「愛されても愛されても愛されたりない」
- 生駒尚子「父娘のれん」「可愛いおんな」
- 小田純平「酒の川」「時にはあなたを」「逢生川」
- O2(原大輔・大下香奈)「キターラ・ネロ」「幸せだったから」
- 門倉有希「幸せの分かれ道」
- 梶芽衣子「女をやめたい」
- 大下香奈「ナユタの花」
- KANA「忍ばず・ものがたり 〜メリーゴーランドと君と〜」
- 河嶋けんじ「十六夜川」「だまされ上手」
- 北沢麻衣「あの人の好きなうた」「くちべにグラス」
- 恋川いろは「くれない夜舟」「涙のボレロ」
- 香西かおり「大阪テ・キエロ～あなたゆえに～」
- 坂本冬美「紅葉川」（山口あゆみ名義）
- 里見浩太朗 「秘話」「リラの女」
- 三代目大川竜之介 「命がけ」「さよならライライラ」
- 桜井くみ子 「北手紙」
- すぎもとまさと/チェウニ「一時間だけのクリスマス・イヴ」
- すぎもとまさと/チャン・スー「なんや知らんけど」
- 関谷真奈美「6時間～8時から2時まで～」「ゴールデンバード」
- 伊達悠太「涙のララバイ」「冬のいたずら」
- 田山ひろし「海竜」「津軽のばんば」
- 寺本圭佑 「夕顔～ふるえる花～」
- 鳥羽一郎 「儚な宿」「十国峠」
- 中条きよし「氷のパズル」「北の灯り」
- 中村美律子「雪かげろう」（山口あゆみ名義）
- 南部直登「えぇじゃないか　ええもん屋」
- 中村あゆみ「勝利の女神が舞い降りた!!（千葉ロッテマリーンズ公式応援ソング）」
- ナル&キー坊「おはなしがあるの」
- ニック・ニューサ/SHO KEIKO「大阪ボレロ」
- 西方裕之「帰郷」
- 西山ひとみ「ゆうぐれ文庫（ものがたり）」「魂のラバンバ」「薔薇と檸檬」
- 西山ひとみ&すぎもとまさと「ヴァイオレット・フィズ」
- 服部浩子「夜雨川」「夕月川」
- 浜ゆたか 「ジョーノセ横浜」
- ひなたみな「雪になる」「薄化粧」
- ビューティフルロマン 「本牧hold me night」
- ファンファン 「ラストフライト」
- 細江真由子「大阪夜曲」
- まつざき幸介「6月のジルバ」「冬の空港」「グラスの花」
- 松嶋麻未「指輪～インカローズ～」「冬すずめ」
- 真木ことみ 「みちゆき川～浮舟～」「天の糸」「東京しぐれ」
- みずき舞 「雪に咲く」「満月の花」
- モングン 「黒の漁歌」「ぶっつけ本番!」「紅夕月」
- 山本譲二 「残花」「霧雨五番町」
- 山本和恵「三つの宝石」「邪恋」